# 葉麗嘉
葉麗嘉（Rebecca Yip，1986年11月23日—）是香港藝術家兼舞台劇演員，毕业于香港中文大學藝術系，舞台劇演出包括《賈寶玉》、《三國》、《恨嫁家族》等等。曾經主持过香港電台節目《好想藝術》，2014年于無綫電視J2《Go! Yama Girl》、《山系女行Yama Girl》、《打開創意天空》亦担任主持。

## 演出作品

### 舞台剧
- 《贾宝玉》饰 史湘云、林管家、记者、众角色分身
- 《三国》饰 汉献帝
- 《深夜猛鬼食堂》飾演 杜鵑
- 《恨嫁家族》饰 四妹
- 《紅樓夢》饰 賈太太B
- 《梁祝的繼承者們》
- 《心之偵探》

### 电影
- 2012年：《不能愛》

### 書籍
何韻詩《寶玉遊記》—部分相片